# Menkaure
Menkaure nebo Menkaura (egyptský přepis: mn-kꜣw-rꜥ; cca 2550 př. n. l. – cca 2503 př. n. l.) byl faraon čtvrté egyptské dynastie během období Staré říše. Je známý pod svými helenizovanými jmény Mykerinos (řecky: Μυκερῖνος, přepisováno jako Mukerînos podle Hérodota), které bylo dále latinizováno jako Mycerinus, a Mencherés (Μεγχέρης, Menkhérēs podle Manetha). Podle Manetha byl následníkem krále Bichera, ale archeologické důkazy ukazují, že téměř jistě následoval po Rachefovi. Africanus (přes Syncella) uvádí jako panovníky čtvrté dynastie v tomto pořadí: Snofru, Chufu, Rachef, Menkaure, Radžedef, Bicheris, Šepseskaf a Thamphthis.
Menkaure se proslavil svou hrobkou – Menkaureovou pyramidou v Gíze – a tzv. sochařskými triádami, které ho zobrazují po boku bohyně Hathor a různých regionálních božstev.

## Vláda

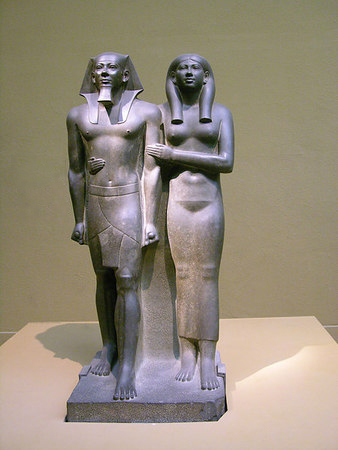
Sousoší Menkaurea a jeho manželky Chamerernebtej II.

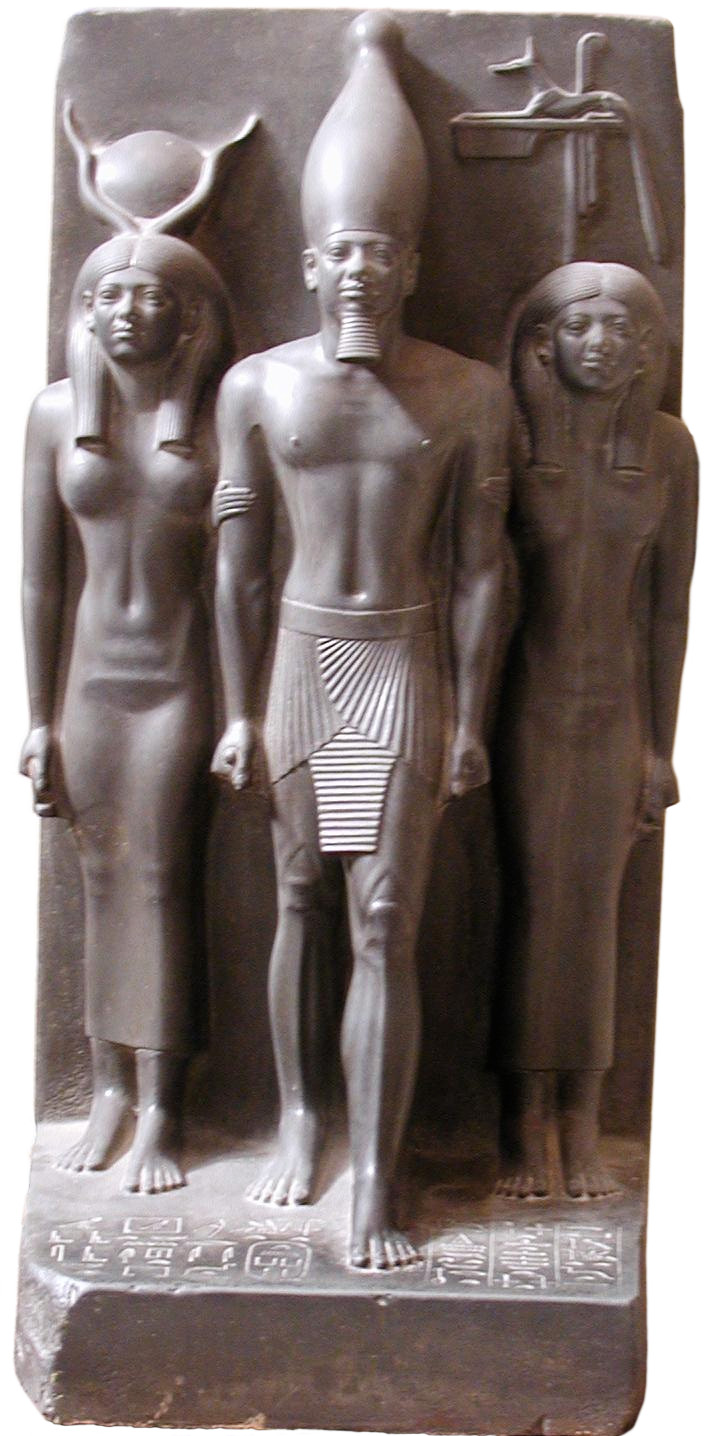
Menkaureova triáda: Menkaure, po jeho pravici bohyně Hathor, po levici personifikace jedné z provincií se znakem 17. nomu Tanis

Menkaureův předchůdce na trůně není bezpečně znám. Podle historiků Hérodota a Manehta nastoupil na trůn po Rachefovi, podle skalního nápisu ve Vádí Hammámatu vládli před ním ještě faraoni Radžedef a Baufre. Ať už na trůn nastoupil po komkoli, začal vládnout v říši, která byla velmi oslabena. Velkou zásluhu na tom měly patrně kolosální stavby jeho předchůdců nebo také lidové vzpoury a náboženské i dynastické mocenské rozbroje. O Menkaureově vládě toho příliš mnoho známo není. Podle tradice měl být však úplným opakem vládců Chufua a Rachefa. Nechal znovu otevřít chrámy zavřené jeho předchůdci. Údajně byl jedním z nejspravedlivějších vládců, kteří kdy v Egyptě vládli. Po jeho smrti však došlo ke krizi, protože jeho legitimní nástupce princ Chuenre předčasně zemřel a místo něho se stal faraónem Šepseskaf, syn některé z Menkaureových vedlejších manželek.

## Králova hrobka
Hlavní článek:Menkaureova pyramida

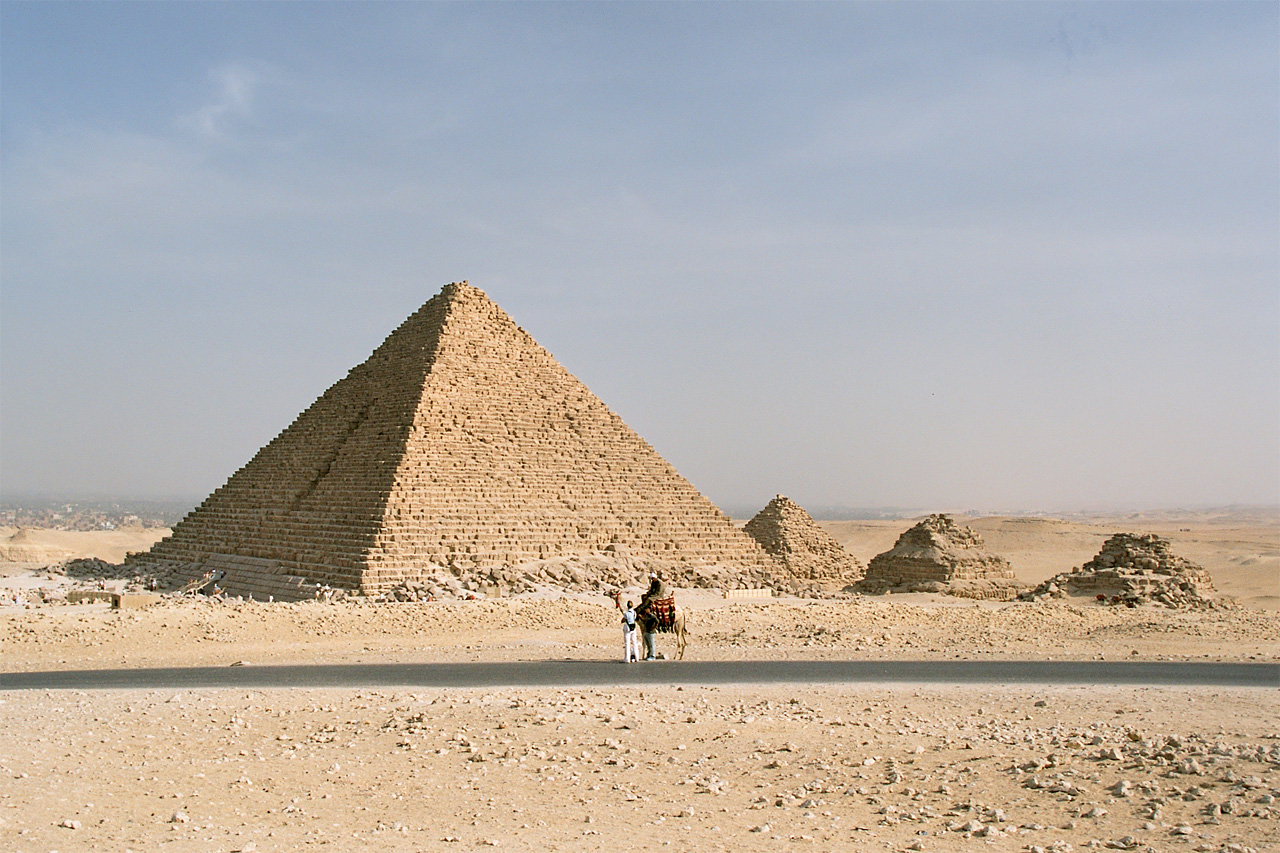
Pyramida-hrobka krále Menkaurea v Gíze.

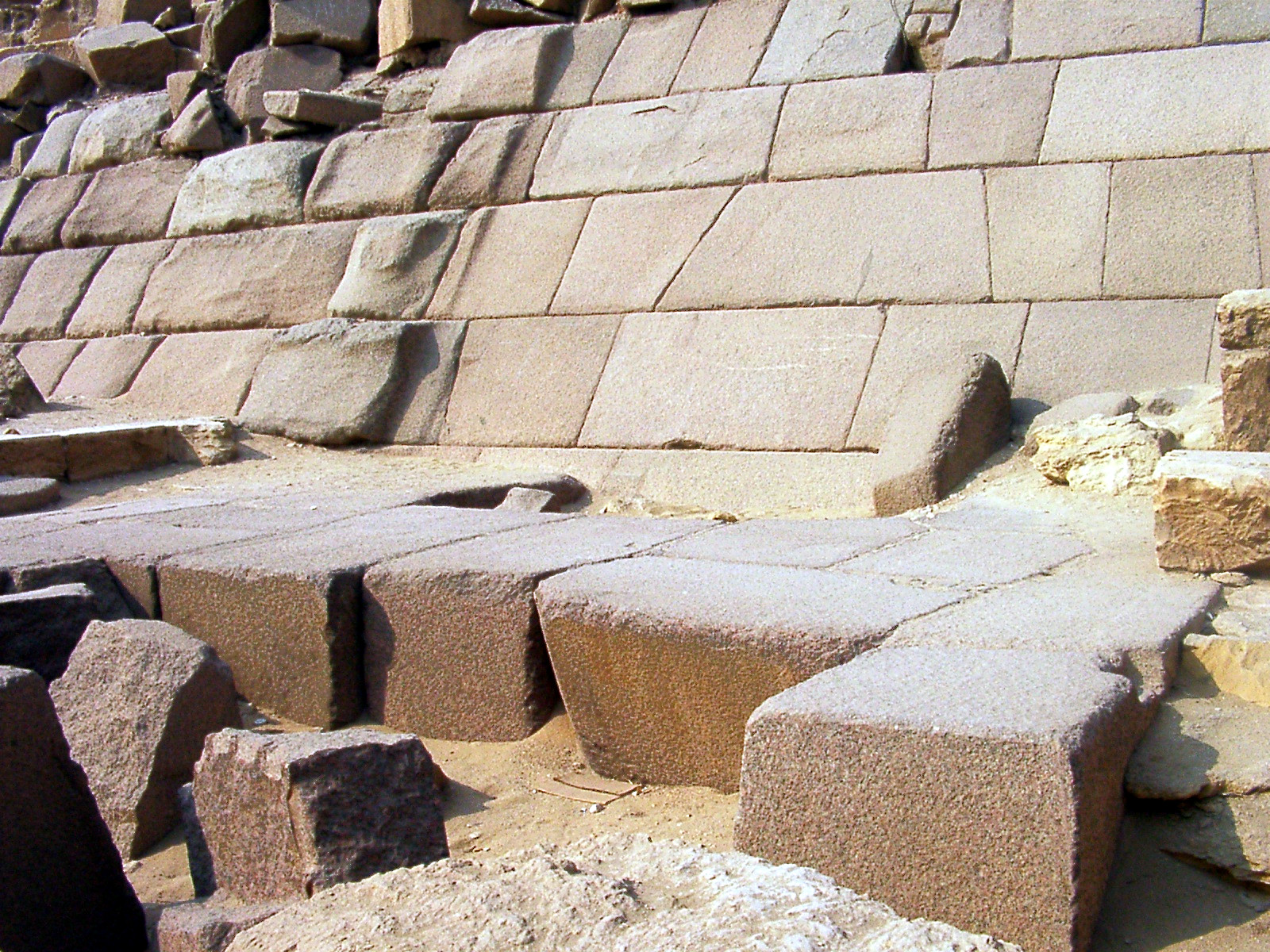
Nedokončené obložení pyramidy z červené žuly

Podobně jako jeho předchůdci si i Menkaure nechal vybudovat pyramidu, na rozdíl od dvou svých mocných dynastických předchůdců Chufua a Rachefa si ji nechal postavit o hodně menší, ale i přesto nikdo po něm už větší pyramidu nepostavil. Její základna má rozměry 105×105, respektive 108,4×108,4 metru. A byla vysoká 65,5, respektive 66,45 metru. Dokončil ji asi ve spěchu jeho možná ne zcela legitimní nástupce Šepseskaf. Její název zněl „Božská pyramida“ a je vyjma 16 nejnižších vrstev z červené asuánské žuly obložena vápencem. V pohřební komoře byla objevena dřevěná rakev s panovníkovým jménem, vyrobená za 26. dynastie, spolu se sarkofágem z černé břidlice (čediče). Ten ale při transportu do Velké Británie skončil na mořském dně u maltského pobřeží v potopené lodi. V panovníkově údolním chrámu z nepálených cihel se nalezly jeho kamenné sochy (dnes je můžeme obdivovat v káhirském Egyptském muzeu a v bostonském Muzeu krásných umění). Patrně nejznámější z nich jsou 4 tzv. Menkaureovy triády vytesané z černozelené břidlice. Uprostřed je vždy Menkaure s vykročenou nohou, po jeho boku bohyně Hathor a po druhém pak božstvo představující jeden z egyptských krajů, nomů. Známé je také sousoší (opět z břidlice) Menkaurea a jeho manželky Chamerernebtej II., která má položenou ruku kolem jeho pasu. Zádušní chrám byl zřejmě dokončen ve spěchu, protože ačkoliv byl zprvu stavěn z vápence s žulovým obložením, k dokončení byly použity nepálené cihly.